# Gerard al V-lea de Jülich
Gerard al V-lea (n. înainte de 1250 – d. 29 iulie 1328) a fost conte de Jülich de la 1297 până la moarte.
Gerard a fost fiul mai mic al contelui Willem al IV-lea de Jülich cu Richarda de Geldern, fiică a contelui Gerard al III-lea de Geldern.
Gerard a succedat fratelui său mai mare, Waleram (care murise în bătălia de la Furnes) în poziție de conte de Jülich în 1297. Gerard a acordat sprijin regelui german Adolf de Nassau în bătălia de la Göllheim din 1298, însă atunci când Adolf a fost ucis de către Albert I de Habsburg, Gerard s-a supus acestuia din urmă, fapt care i-a permis să își mențină fieful său imperial. El l-a susținut pe Albert în disputa cu electorii renani din 1300, confirmându-și interesele față de Köln. Gerard a obținut de asemenea drepturile asupra Kaiserswerth, Mönchengladbach, Kessel-Grevenbroich, Rheydt, Münstereifel/Bergheim și Müllenark, printre altele. În 1313, Gerard l-a sprijinit pe Ludovic de Bavaria în războiul de succesiune pentru tronul Germaniei și a permis încoronarea acestuia în Aachen, împotriva dorinței arhiepiscopului de Köln.

## Familie și urmași
Gerard s-a căsătorit înainte de 13 decembrie 1299 cu Elisabeta de Brabant-Aarschot (n. cca. 1280 – d. 1350/1355), fiică a lui Godefroi de Brabant și a Ioanei de Vierzon. Sora Elisabetei, Maria se căsătorise cu fratele lui Gerard, Waleram. Gerard și Elisabeta au avut următorii copii:
1. Willem (n. cca. 1300 – d. 1361), succesor în comitatul de Jülich, devenit în timpul său ducat
2. Ludovic (d. după 1311)
3. Gottfried (d. 1335), căsătorit cu Elisabeta de Cleves
4. Waleram (n. 1303/1304 – d. 14 august 1349), devenit arhiepiscop de Köln (1332–1349)
5. Henric, preot de St. Andreas din Köln (1319–1334)
6. Ioan (d. după 1327), canonic la Liège
7. Maria (d. cca. 1353), căsătorită pe rând cu Henric al II-lea de Virneberg, Teodoric al VIII-lea de Cleves și Conrad al II-lea de Saffenberg
8. Elisabeta, căsătorită cu conte Ioan al II-lea de Sayn, iar ulterior cu Gottfried de Hatzfeld
9. Richarda (n. 7 martie 1314 – d. 7 martie 1360), căsătorită în 1330 cu ducele Otto al IV-lea de Bavaria Inferioară